# Леб'яже (Ломоносовський район)
Леб'яже (рос. Лебяжье) — міське селище у Ломоносовському районі Ленінградської області Російської Федерації.
Населення становить 4211 осіб. Належить до муніципального утворення Леб'яженське міське поселення.

## Географія
Населений пункт розташований на західній околиці міста Санкт-Петербурга.

## Історія
Населений пункт розташований на історичній землі Іжорія.
Згідно із законом від 24 грудня 2004 року № 117-оз належить до муніципального утворення Леб'яженське міське поселення.

## Населення
| 1862  | 1970  | 1979  | 1989  | 2002  | 2006  | 2009  |
| ----- | ----- | ----- | ----- | ----- | ----- | ----- |
| 81    | ↗4105 | ↗4538 | ↗5340 | ↗5600 | ↗5700 | ↘5623 |
| 2010  | 2012  | 2013  | 2014  | 2015  | 2016  | 2017  |
| ↘4729 | ↘4654 | ↘4609 | ↘4590 | ↘4495 | ↘4422 | ↘4346 |
| 2018  | 2019  | 2020  |       |       |       |       |
| ↘4322 | ↘4213 | ↘4211 |       |       |       |       |